# Wembley Championships 1980
Il Wembley Championships 1980 è stato un torneo di tennis giocato sul sintetico indoor della Wembley Arena di Londra in Inghilterra. È stata la 32ª edizione del torneo che fa parte del Volvo Grand Prix 1980. Il torneo si è giocato dal 10 al 16 novembre 1980.

## Campioni

### Singolare maschile
John McEnroe ha battuto in finale  Gene Mayer con il punteggio di 6–4, 6–3, 6–3

### Doppio maschile
Peter Fleming /  John McEnroe hanno battuto in finale  Bill Scanlon /  Eliot Teltscher con il punteggio di 7–5, 6–3